# Трезнурагес
Трезнурагес, Трезнураґес (італ. Tresnuraghes, сард. Tresnuraghes) — муніципалітет в Італії, у регіоні Сардинія,  провінція Ористано.
Трезнурагес розташований на відстані близько 380 км на південний захід від Рима, 130 км на північний захід від Кальярі, 40 км на північ від Ористано.
Населення — 1185 осіб (2014).
Щорічний фестиваль відбувається 23 квітня. Покровитель — святий Юрій.

## Демографія
Населення за роками:

Станом на 1 січня 2023 року в муніципалітеті офіційно проживали 33 іноземці з 11 країн, серед них 17 громадян країн Євросоюзу.

## Сусідні муніципалітети
- Кульєрі
- Флуссіо
- Магомадас
- Сеннаріоло